# 전압 개폐 칼슘 통로
전압 개폐 칼슘 통로(VDCC,Voltage-gated calcium channel)는 세포막에 존재하면서 막 전압에 따라 열리고 닫히면서 칼슘을 통과시키는 막 단백질이다. 신경세포, 근육세포, 분비세포등 흥분성세포의 막에 주로 존재하면서 신경세포에서는 신경전달물질의 분비를, 근육세포에서는 세포의 수축을, 분비세포에서는 분비를 일으킨다.

## 같이 보기
- 칼슘채널
- 나트륨-칼륨 펌프